# Guero (Lachenmann)
Guero – Studie für Klavier (1970, überarbeitet 1988) ist eine Komposition von Helmut Lachenmann.
Das Klavierstück wurde von dem Pianisten Alfons Kontarsky in Auftrag gegeben, der dieses Stück in einer Sammlung mit zeitgenössischen Klavierkompositionen herausgab. Es wurde am 1. Dezember 1970 in Hamburg durch Peter Roggenkamp uraufgeführt.
Das Werk ist von knapp 5-minütiger Dauer und graphisch notiert. Der Pianist streicht mit und ohne Hilfsmittel über die Tastaturoberflächen (weiße/schwarze Tasten), ohne diese jedoch „normal“ zu bedienen. Das Resultat besteht aus ratternd-„perforierten“ Klängen, ähnlich denen, die das geschrapte Perkussionsinstrument „Guero“ hervorbringt. Hinzu kommt eine Vielzahl von Aktionen innerhalb des Klavieres (Zupfen von Saiten, Stimmnägeln, Agraffen; Schläge gegen Rahmenstrebe und Korpus etc.)
Die erweiterte Behandlung des Instrumentes besteht vor allem darin, dass kein einziger „normal“ angeschlagener Ton erklingt, sondern ausschließlich perkussiv erzeugte Geräusche. Formal unterscheidet Lachenmann im Stück unterschiedliche Stricharten der Finger, unterschiedliche Streich-Flächen und Geschwindigkeiten, durch welche sowohl Impulsdichte, als auch die Dynamik entsteht. Mit seinen drei Studien von 1970 (zu denen neben Pression noch Dal Niente gehört) eröffnete Lachenmann eine Gruppe von Werken, die er musique concrète instrumentale benannte – in Anlehnung und im Unterschied zur musique concrète, die vornehmlich Klänge und Geräusche des Alltags (darunter auch die von Instrumenten) verwendet.
Im Œuvre Lachenmanns ist das Stück in eine Reihe von Kammermusikwerken einzuordnen, die die bisherige Nutzung und Ästhetik eines Instrumentes oder eines kompositorischen Stils in Frage stellen; in späteren Ensemble- und Orchesterkompositionen hat Lachenmann diese Gedanken konsequent und in komplexer Form fortgeführt. Guero stellt in dieser Hinsicht einen gut verständlichen Zugang zum Denken dieses Komponisten dar, da das Instrument, auch über seine Tastatur, zwar für das Werk vom Pianisten benutzt wird, aber eben nicht in seiner herkömmlichen Art und Weise.

## Einspielungen
- Helmut Lachenmann (Klavier), 1972, Edition RZ (LP)
- Roland Keller, 1986, Col legno
- Helmut Lachenmann, 1995, Disques Montaigne
- Marino Formenti, 2003, Col legno
- Herbert Schuch (Klavier), Oehms (CD)

## Rezeptionen
Georg Kröll in seinem Tagebuch für Klavier Nummer 6 Sehr langsam mit Gueroeffekt (nach Lachenmann)